# Табір
Військовий табір (очевидно, від чеськ. tábor < назви міста Tábor) — тимчасова польова фортифікаційна споруда, призначена для захисту військового контингенту або для проведення навчання.

## Історія
Укріплені табори зводили на ніч уже давні єгиптяни. За Геродотом, перське військо на чолі з Дарієм I ставило табори під час походу на скіфів (514—513 до н. е.), у тому числі на березі р. Оар, що впадала в Меотиду (Азовське море). Давні греки та македонці не надавали значення укріпленню табору. Армія Риму Стародавнього при кожній зупинці на ніч споруджувала табір («каструм») прямокутної форми з чотирма брамами, укріплений ровами та стіною з частоколу, по периметру якої стояли вежі. З часів імператора Августа легіон міг перебувати в одному таборі роками, тому з часом такі табори перетворювалися на фортеці; навколо них з'являлася цивільна забудова, і нерідко фортеці перетворювалися на міста. В Україні залишки римських військових таборів відкриті, зокрема, біля с. Орлівка (Ренійського району Одеської області), с. Дар'ївка (Білозерського р-ну Херсонської обл.), в урочищі Дідова Хата (Миколаївський р-ну Миколаївської обл.).

### Візантія
Військові теоретики Візантії радили будувати прямокутний табір з ровом та валом по периметру і «вовчими ямами» за валом. Слов'яни (давні) в 7—8 ст. влаштовували свої табори на височині, захищаючи їх возами, «вовчими ямами» та земляними перешкодами. У Київській Русі ставили укріплені валами чи частоколом «остроги» та «осіки» або огороджували табір щитами. Такі військові табори могли використовувати для захисту війська під час бою (див. Калка, битва на річці 1223). Середньовічні кочовики влаштовували круглі у плані табори зі зв'язаних возів. Монголи ставили неукріплені військові табори на пагорбах, але залишали нерозсідланими половину коней та використовували кінні патрулі й систему сигнальних багать.

### Середні віки
Гусити в Чехії будували табори з великих возів, вкопаних у землю — вагенбурги. У Російській державі на місцях зупинки армії будували «остроги», укріплені ровом і валом із частоколом. У війську Речі Посполитої в ролі укріпленого табору часто виступали поєднані між собою вози. Українські козаки також оточували табір возами, з'єднаними мотузками чи ланцюгами, за необхідності вози прикопували землею. Залишки козацьких таборів, укріплених валами, виявлені, зокрема, біля с. Пляшева (Радивилівського р-ну Рівненської обл.) та біля с. Плоска (Дубнівського р-ну Рівненської обл.). У 16—17 ст. активно використовувалися, у тому числі в Україні, укріплені обози (вагенбурги, гуляй-городи), що захищали військо як під час маршів, так і в бою. Розвиток вогнепальної зброї в 17—18 ст. дав новий поштовх розвиткові укріплених військ. таборів. Вони оснащувалися товстими насипами для захисту від гранат і артилерії, мали позиції для фронтального та перехресного вогню, були захищені артилерією та стали необхідним елементом підготовки будь-якого бою. Наприклад, Полтавська битва 1709 відбулася біля російського табору, укріпленого валами і ровами, та побудованих неподалік редутів. Укріплені подібним чином табори використовувалися й під час бойових дій протягом 18—19 ст., коли військові табори ставали потужними фортецями для оборони багатотисячних армій.

### 19—20 століття
У 19—20 ст. для нетривалих зупинок у полі ставили також неукріплені біваки просто неба. Для розміщення в біваку солдати носили із собою складені намети. Порядок побудови, структура та охорона таких військових таборів окреслювалися статутами армій. Улітку військові частини розміщувалися в літніх польових таборах, де займалися бойовою підготовкою (на зиму вони, як правило, квартирували в містах). Такі табори включали стрільбище, плац, церкву, господарські будівлі, офіцерські бараки та наметове містечко для солдатів. Під час Першої світової війни з появою авіаційної розвідки військові табори втратили правильну чотирикутну форму, щоб унеможливити супротивнику встановити чисельність війська. Військові табори просто неба продовжують застосовувати під час бойових дій та навчань і в 21 ст.

## Табір як тактичний термін
Табір (або табор) — характерна особливість тактики ведення бою під прикриттям возів у східноєвропейських арміях. Також відомий як «вагенбург» (від нім. Wagenburg — «возовий город», «возове місто»).
Табір був своєрідною базою для війська, що вступало у бій в умовах степу. Він являв собою укріплення з вишикуваних у ряд один за одним обозних возів по обидва боки від козацького війська. Такий спосіб наступу і оборони був відомий в українських степах ще за княжих часів. Ця тактика була відома чеським гуситам, литовським та польським військам, однак найбільшої майстерності в застосуванні табору досягло українське козацтво у 16-17 ст. У 1628 під захистом табору, за кількома рядами возів, запорожці зуміли перейти Крим від Перекопу до Бахчисарая з незначними втратами.

## Галерея

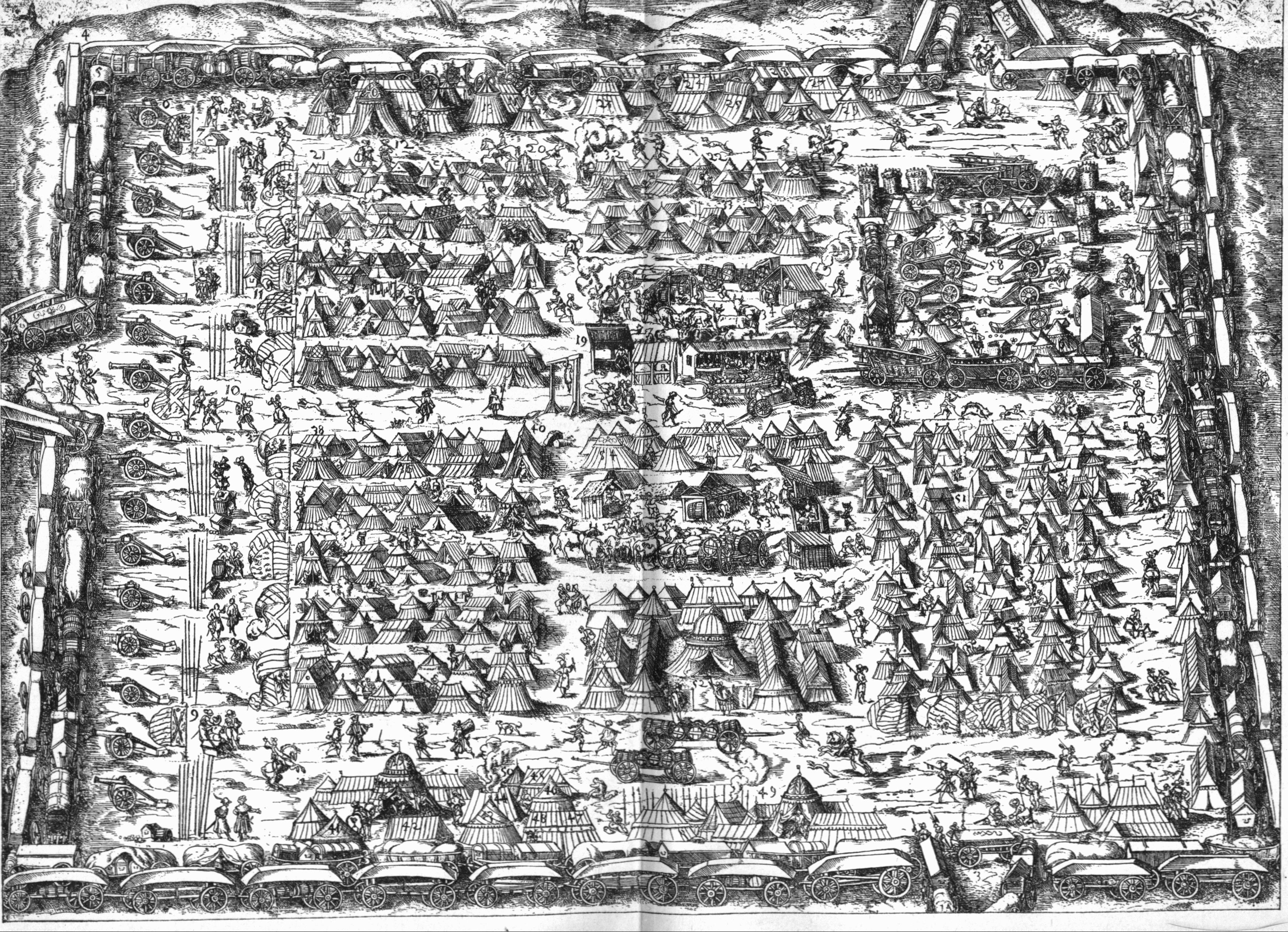
Польовий табір, XVI ст.
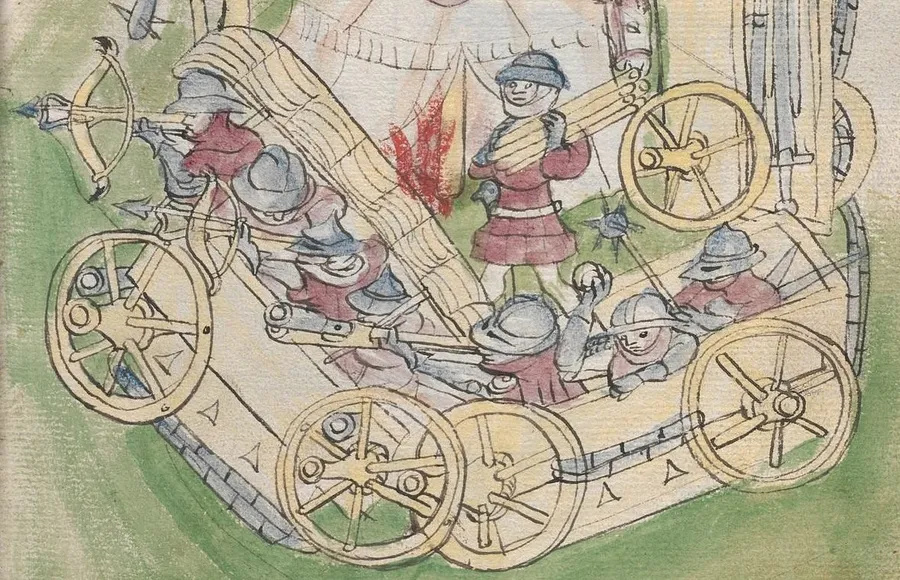
Гуситський табір